# Сванський будинок-вежа
Сванський будинок-вежа (груз. სვანური კოშკი, сванурі кошкі) — особливий вид житла, поєднаного із оборонною функцією, характерний для сванів, що мешкають у регіоні Сванетія в Грузії. Походження сванських будинків-веж сягає доісторичних часів. Їхні якості відображають традиційну соціальну та економічну організацію сванських спільнот. Село Чажаші, що входить до спільноти Ушґулі у Верхній Сванетії, і в якому збереглися численні приклади цього житла ІХ—ХІ століть, у 1992 році включене до списку об'єктів Всесвітньої спадщини ЮНЕСКО.

## Короткий опис
Вежі зазвичай мали від 3 до 5 поверхів, а товщина стін зменшувалась з висотою, надаючи їм стрункий та суцільний профіль. Самі будинки зазвичай є двоповерховими, перший поверх складається з великої кімнати (залу) із відкритим вогнищем і місцем для розміщення як людей, так і свійських тварин. Місце для останніх було відділене від основної частини приміщення дерев’яною перегородкою, яка часто була щедро декорована. Також в об’ємі першого поверху є передпокій, що надає додаткової теплоізоляції приміщенню.
Другий поверх використовували мешканці в літній період, також він слугував коморою для харчів та інструментів. Двері на цьому поверсі дозволяли потрапити у вежу, звідки також був доступ до передпокою біля основного входу. Будинки використовували і як житло і як оборонні споруди від загарбників, які часто нападали на регіон.
Варто зазначити, що оборонна функція сванських будинків-веж дозволяла мешканцям захищатися не лише від загарбників, а й від власних сусідів.